# Fernanda Labraña
Fernanda Carolina Labraña Mendoza (Talagante, 13 de marzo de 1999) es una tenista chilena. Su mayor ranking WTA en dobles ha sido el 386, alcanzado el 29 de julio de 2024. En tanto, su máximo ranking en dobles fue 510, logrado el 30 de diciembre del mismo año. Actualmente es la número 1 de Chile en ambas modalidades y es parte del equipo de la Copa Billie Jean King del país.  
Tuvo una destacada trayectoria como jugadora junior, donde llegó al top 50 del ranking. Sin embargo, eligió primero dedicarse al tenis universitario en la Universidad de Texas, para luego empezar de lleno su carrera como profesional. 

## Títulos ITF (11;0+11)

### Dobles (11)
| N.º | Fecha                   | Torneo              | Superficie    | Pareja                  | Oponentes en la final                         | Resultado           |
| --- | ----------------------- | ------------------- | ------------- | ----------------------- | --------------------------------------------- | ------------------- |
| 1.  | 21 de julio de 2019     | W15 Lima            | Tierra batida | Camila Romero           | Nadia Echeverría Alam Diana Maria Mihail      | 6-2, 6-4            |
| 2.  | 6 de octubre de 2019    | W15 Norman          | Dura          | Anna Turati             | Kelly Williford Amy Zhu                       | 6-1, 7-5            |
| 3.  | 3 de octubre de 2021    | W15 Lubbock         | Dura          | Tiphanie Lemaître       | Carmen Corley Ivana Corley                    | 6-4, 6-7(2), [10-8] |
| 4.  | 1 de mayo de 2022       | W15 São Paulo       | Tierra batida | Martina Capurro Taborda | Fernanda Astete Marian Gomez Pezuela Cano     | 6-2, 6-1            |
| 5.  | 8 de mayo de 2022       | W15 Curitiba        | Tierra batida | Martina Capurro Taborda | Ana Filipa Santos Noelia Zeballos             | 6-1, 6-4            |
| 6.  | 15 de mayo de 2022      | W15 São Paulo       | Tierra batida | Martina Capurro Taborda | Romina Ccuno Noelia Zeballos                  | 7-6(1), 3-6, [10-7] |
| 7.  | 27 de agosto de 2023    | W15 Lima            | Tierra batida | Romina Ccuno            | Lourdes Ayala Julieta Estable                 | 6-4, 6-4            |
| 8.  | 1 de octubre de 2023    | W25 Luján           | Tierra batida | Martina Capurro Taborda | Nicole Fossa Huergo Luisa Meyer auf der Heide | 6-2, 7-5            |
| 9.  | 1 de diciembre de 2024  | W15 Ribeirão Preto  | Tierra batida | Romina Ccuno            | Camilla Bossi Ana Candiotto                   | 6-1, 2-6, [10-7]    |
| 10. | 15 de diciembre de 2024 | W15 Mogi das Cruzes | Tierra batida | Antonia Vergara Rivera  | Luiza Fullana Júlia Konishi Camargo Silva     | 7-5, 6-2            |
| 11. | 20 de abril de 2025     | W35 Leme            | Tierra batida | Romina Ccuno            | Luciana Moyano Noelia Zeballos                | 6-2, 7-5            |